# Bir Çocuk Sevdim
Bir Çocuk Sevdim  es una serie de televisión turca de 2011 producida por TMC Film.

## Trama
Mine es la hija menor de una familia de clase media de Estambul. Por otro lado, Sinan es el único hijo de una adinerada familia. Sinan y Mine están apasionadamente enamorados, prometiendo amarse para siempre a pesar de sus diferentes realidades. El padre de Mine, Turan, es un hombre con fuertes valores basados en la tradición, y es por eso que su mundo se derrumba cuando se entera de que Mine está embarazada. 
Cuando la familia de Sinan se entera de que Mine está embarazada lo envían engañado a estudiar a Estados Unidos y le hacen creer a Mine que no quería hacerse cargo de su bebé abandonándola a su suerte. 
Por otra parte, Timur, jefe de Turan y padre soltero, se hace cargo de Mine y su bebé, con el paso del tiempo entre ellos surge poco a poco el amor verdadero sin embargo esto podría cambiar con el regreso de Sinan que revivirá el pasado y las mentiras que se dijeron. 
En esta serie, existe el amor, la duda, la incertidumbre, la amistad, la maldad, la tristeza, la felicidad.

## Reparto
- Bülent İnal como Timur Gürhan.
- Çetin Tekindor como Turan Şenoğlu.
- Gülcan Arslan como Mine Şenoğlu.
- Hakan Kurtaş como Sinan Harmangil.
- Şefika Ümit Tolun como Esmahan Şenoğlu.
- Onuryay Evrentan como Emine Şenoğlu.
- Arzu Gamze Kılınç como Süreyya.
- İnan Ulaş Torun como Erdal Şenoğlu.
- Ezgi Çelik como Ayten.
- Cansu Koç como Funda.
- İlayda Alişan como Merve Gürhan.
- Uğur Demirpehlivan como Sevim.
- Songül Bayoğlu como Nurcan.
- Saydam Yeniay como Bekir Harmangil.
- Mine Tüfekçioğlu como Seda Harmangil.
- Hüseyin Taş como Nazım.
- Ufuk Aşar como Şükrü.
- Derya Beşerler como Narin.
- Görkem Türkeş como Serkan.
- Ahu Yağtu como Begüm.
- Sekar bayrak como asberen.